# Allium tianschanicum
Allium tianschanicum là một loài thực vật có hoa trong họ Amaryllidaceae. Loài này được Rupr. mô tả khoa học đầu tiên năm 1869.